# فرانكلين ساندز
فرانكلين ساندز (بالإنجليزية: Franklin Sands)‏ هو سياسي أمريكي، ولد في 12 يوليو 1940. حزبياً، نشط في الحزب الديمقراطي. وقد انتخب عضو مجلس نواب فلوريدا.